# Bullied to Death
Bullied to Death es una película del 2016 escrita y dirigida por Giovanni Coda.
La película, ha sido filmada en Italia y realizada en inglés, y ha sido presentada y proyectada en preestreno nacional a la edición 2016 de Torino GLBT Film Festival de Turín. La película es el segundo episodio de la trilogía sobre la Violencia de género iniciado por el director con la película Il Rosa Nudo.

## Argumento
La película está inspirada en la historia real de un joven estadounidense de catorce años que se suicidó a raíz de una secuencia dramática de actos graves relacionados con el acoso escolar y el ciberacoso. En esta historia se unen las de otros jóvenes gais, lesbianas y trans, las víctimas de ataques homofóbicos, asesinados o inducidos a suicidarse, en diferentes partes del mundo. El 17 de mayo de 2071, sesenta años después de la muerte del joven, el día Internacional contra la Homofobia, la Transfobia y la Bifobia, un grupo de artistas se encuentra unido en una actuación conmemorativa que va a durar todo el día.

## Premios y selecciones oficiales
| - Selección Oficial del Torino GLBT Film Festival 2016. - Selección Oficial del XX V-Art Festival Internazionale Immagine d'Autore, Cagliari, Italia. - Selección Oficial del 30° Festival Mix, Milano. - Best Avant-Garde Innovation Award del "Melbourne Documentary Film Festival" 2016, Australia. - Selección Oficial del "Macon Film Festival" 2106, Usa. - Jury Special Mention del Iris Prize Festival 2016, Cardiff, U.K. - Film of the Week del Amsterdam New Renaissance Film Festival 2017, Ámsterdam, NL. - Special Mention Best Female Performance a Assunta Pittaluga del Italian Film Festival 2016, Cardiff, U.K. - Special Mention Best Male Performance a Sergio Anrò del Italian Film Festival 2016, Cardiff, U.K. - Jury Special Mention del Los Angeles Underground Film Festival, Los Angeles, USA. - Premio Mejor Largometraje del OmoviesFestival, Napoli, Italia. - Premio Mejor Largometraje del L'Aquila LGBT Film Festival, L'Aquila, Italia. - Humanity Award 2017 del Amsterdam New Renaissance Film Festival 2017, Ámsterdam, NL. |